# Sân bay quốc tế El Arish
Sân bay quốc tế El Arish (tiếng Ả Rập: مطار العريش الدولي) (IATA: AAC, ICAO: HEAR) là một sân bay gần El Arish, Ai Cập. Sân bay này là nơi hoạt động chính của hãng Palestinian Airlines và là sân bay gần Dải Gaza nhất. Hãng này đã chuyển qua sân bay này sau khi Sân bay quốc tế Yasser Arafat ngừng hoạt động do bị quân đội Israel phá hủy. Năm 2006, sân bay này đã phục vụ 15.166 lượt khách.

## Các hãng hàng không và các tuyến điểm
- Palestinian Airlines (Amman)
- Royal Jordanian (Amman)